# Seal Rocks (Balleny-Inseln)
Die Seal Rocks (englisch für Robbenfelsen) sind 15 m hohe von der Somow-See umspülte Klippen in der Gruppe der ostantarktischen Balleny-Inseln. Sie liegen 5 km nordnordwestlich vor Kap Ellsworth, dem nördlichen Ende von Young Island.
Ihren Namen erhielten die Felsen 1947 durch das Advisory Committee on Antarctic Names.